# Audika Polska
Audika Polska – część globalnej firmy Audika Group, polska firma zajmująca się profilaktyką zdrowia słuchu, diagnostyką niedosłuchu i dystrybucją aparatów słuchowych. Ma w Polsce ponad 600 Centrów Słuchu (2024) i 20+ Centrów Medycznych. Polska firma zatrudnia powyżej 1100 pełnoetatowych pracowników (2024).

## Historia
Audika Polska od 1990 roku kontynuuje tradycje ponad 40 firm związanych z branżą protetyki słuchu. Wiele z nich powstawało w czasie transformacji systemowej. Marka Słuchmed jest jedną z firm, które razem tworzą dzisiaj markę Audika w Polsce.
Firma jest częścią globalnej Audika Group, która działa jako sieć gabinetów protetyki słuchu w 26 krajach na świecie i należy do grupy Demant, która zrzesza firmy z branży diagnostycznej, medycznej i technologicznej w 31 krajach (2024).

## Działalność

### Gabinety protetyczne
Centra Słuchu to gabinety protetyki słuchu, w których realizowana jest diagnostyka audiologiczna – w tym bezpłatne badania słuchu w formie audiometrii tonalnej. W gabinetach prowadzona jest również sprzedaż aparatów słuchowych od polskich i zagranicznych producentów, np. Oticon, Bernafon. Sieć Centrów Słuchu Audika obejmuje wszystkie 16 województw.

### Opieka medyczna
Centra Medyczne to placówki, w których firma świadczy usługi medyczne w zakresie różnych specjalizacji. Główny obszar działalności stanowi rozpoznawanie zaburzeń narządów słuchu i mowy, ich leczenie oraz rehabilitacja. W Centrach Medycznych prowadzone są również specjalistyczne badania ABR i ASSR, które umożliwiają ocenę funkcjonowania całego narządu słuchu u pacjentów dorosłych, niemowląt oraz noworodków. Centra Medyczne Audika znajdują się (2024) w następujących miastach: Biała Podlaska, Białystok, Dobczyce, Gdańsk, Lublin, Łódź, Mińsk Mazowiecki, Myślenice, Opole, Puławy, Ruda Śląska, Sokołów Podlaski, Sułkowice, Tomaszów Mazowiecki, Warszawa, Wrocław, Zamość.
Centrum Medyczne na ul. Chodźki 3 w Lublinie jest ośrodkiem III stopnia referencyjności w programie Powszechnych Przesiewowych Badań Słuchu Noworodków w Polsce. Centrum Medyczne realizuje założenia programu PPPBSuN w zakresie diagnozowania i potwierdzania niedosłuchu, protezowania niemowląt aparatami słuchowymi, prowadzenia rehabilitacji słuchu i mowy, a także monitorowania słuchu u dzieci korzystających z aparatów słuchowych. Centrum Medyczne Audika w Łodzi (ul. Próchnika 41) oraz W Opolu (ul. 1 Maja 75) są ośrodkami II stopnia referencyjności. Według danych WOŚP do tej grupy w 2023 roku należało 97 ośrodków w Polsce.

### Zaburzenia przetwarzania słuchowego (APD)
Projekt APD to inicjatywa naukowo-edukacyjna, w ramach której specjaliści firmy realizują wykłady o centralnych zaburzeniach przetwarzania słuchowego na wielu wydarzeniach branży medycznej w całej Polsce. Wykłady są organizowane bezpłatnie i mają na celu uświadamiać, z jakimi problemami zmagają się pacjenci doświadczający centralnych zaburzeń przetwarzania słuchowego, a także jakie objawy powinny skłonić do przeprowadzenia diagnostyki właśnie w tym kierunku.

### Specjalistyczna ochrona słuchu
Indywidualne ochronniki słuchu to ważny obszar działalności firmy. Audika Polska oferuje pięć modeli pasywnych ochronników słuchu wykonywanych na wymiar – Audika WORK (dla pracowników), Audika SLEEP (do spania), Audika WATER (do pływania), Audika SHOT (dla strzelców) oraz Audika FLY (do samolotu). Ochronniki słuchu Audika WORK są dodatkowo wyposażone w filtry przeciwhałasowe F8 i F10.

### Mobilne gabinety
Mobilne gabinety Audikabus to samochody wyposażone w dźwiękoszczelne pomieszczenia i aparaturę diagnostyczną, które umożliwiają przeprowadzanie badań słuchu poza stacjonarnymi gabinetami. Stanowią część projektu profilaktycznego firmy, w ramach którego Audikabusy docierają z bezpłatnymi badaniami słuchu w różne miejsca Polski.
W 2022 roku firma Audika Polska osiągnęła przychód ze sprzedaży w wysokości 245 150 587,81 złotych.